# Захелме (Нижньосілезьке воєводство)
Захелме (пол. Zachełmie, нім. Saalberg) — село в Польщі, у гміні Подгужин Карконоського повіту Нижньосілезького воєводства.
Населення — 329 осіб (2011).
У 1975-1998 роках село належало до Єленьоґурського воєводства.

## Демографія
Демографічна структура станом на 31 березня 2011 року:
|          | Загалом | Допрацездатний вік | Працездатний вік | Постпрацездатний вік |
| -------- | ------- | ------------------ | ---------------- | -------------------- |
| Чоловіки | 162     | 29                 | 121              | 12                   |
| Жінки    | 167     | 30                 | 105              | 32                   |
| Разом    | 329     | 59                 | 226              | 44                   |

## Галерея

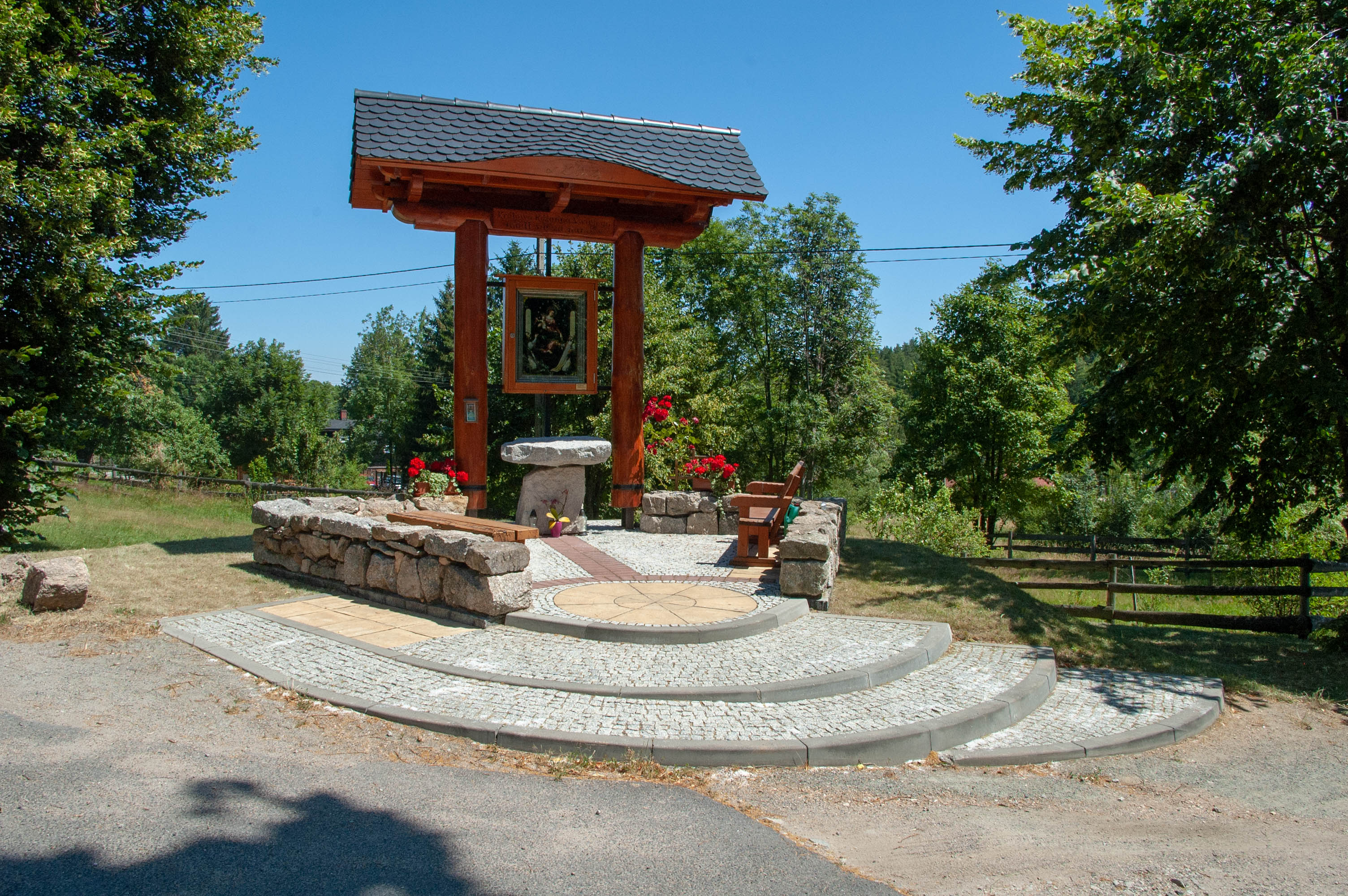
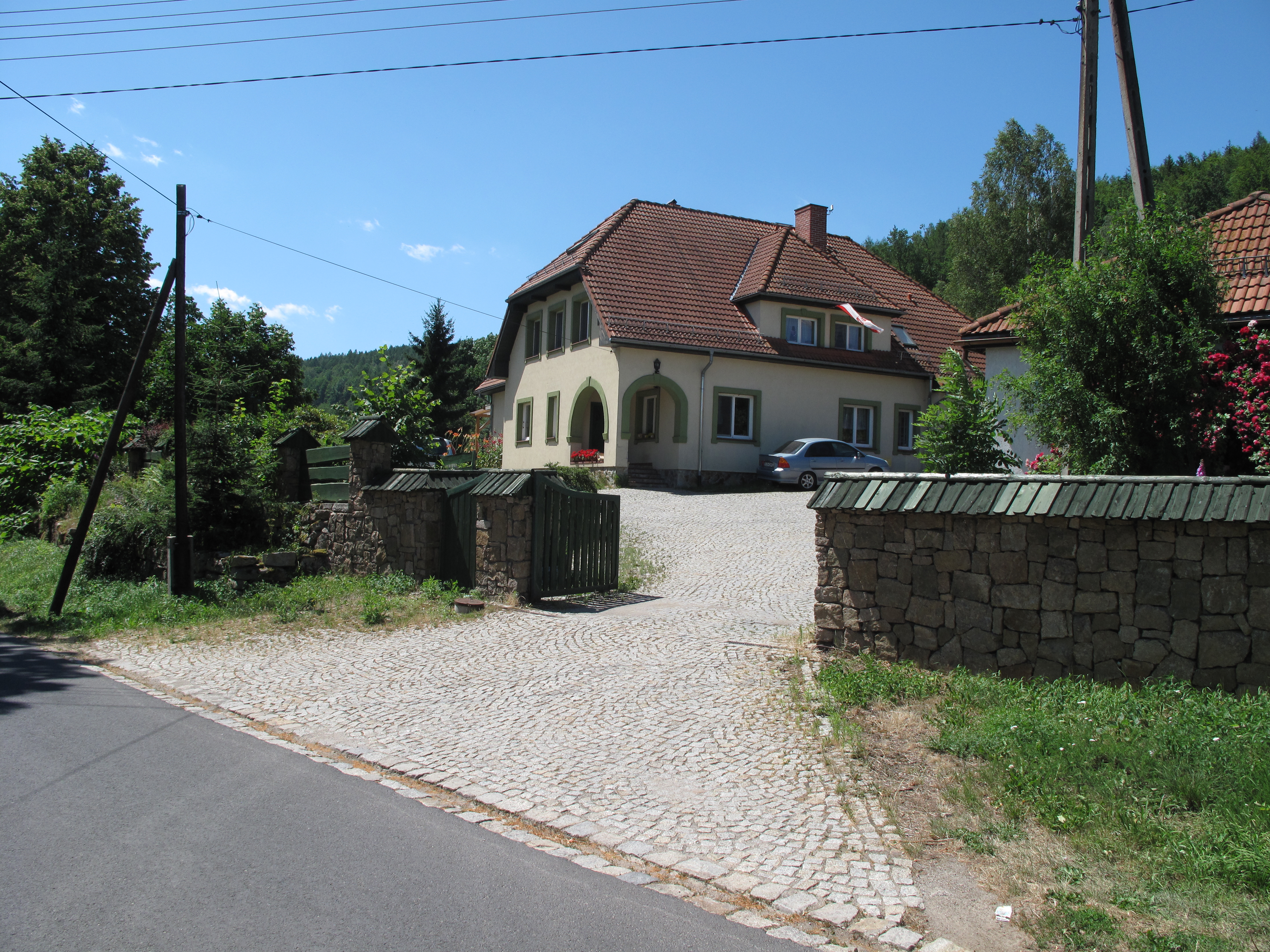
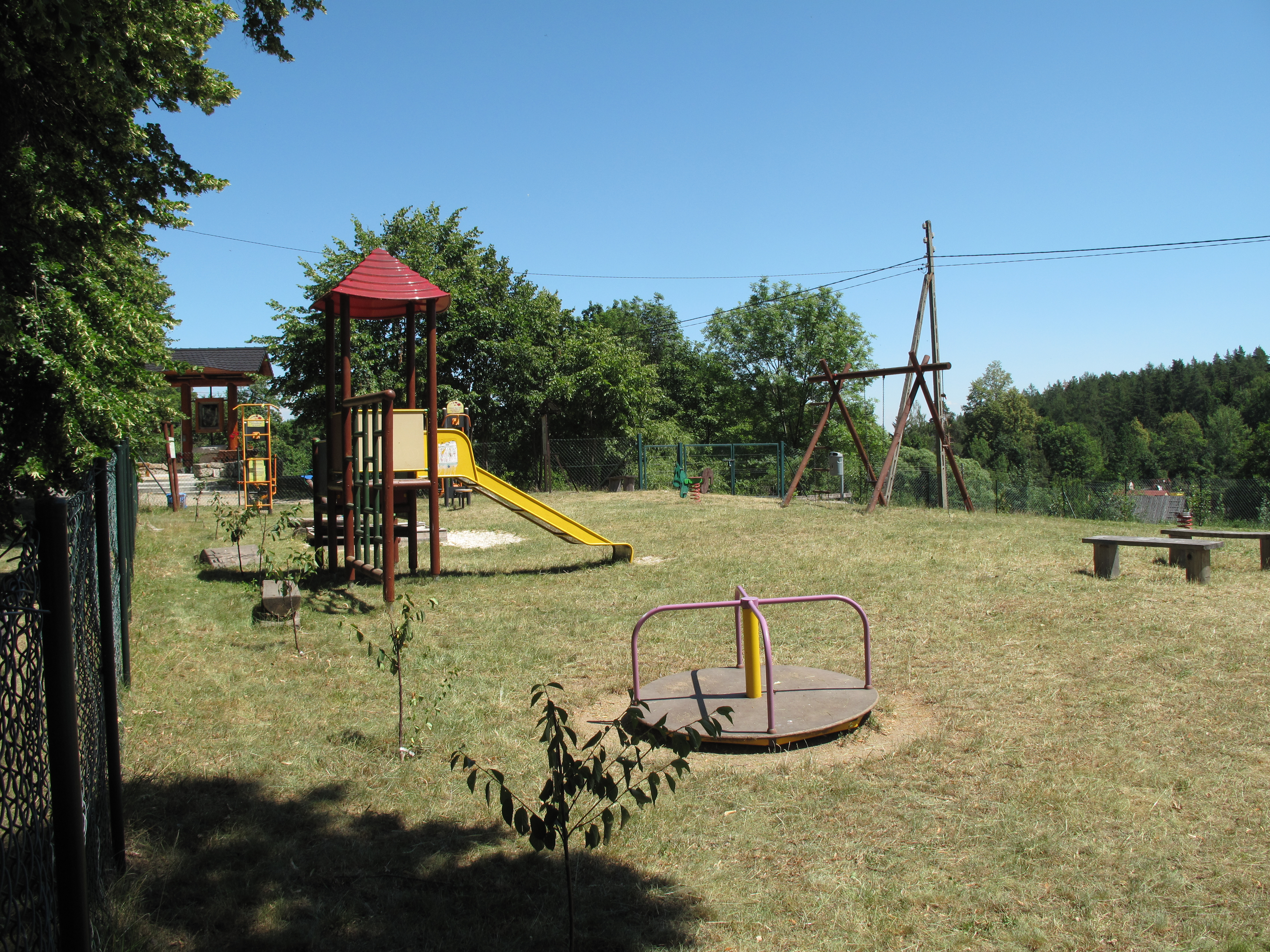